# Aditrochus
Aditrochus is een geslacht van vliesvleugeligen uit de familie Pteromalidae. De wetenschappelijke naam van dit geslacht is voor het eerst geldig gepubliceerd in 1902 door Rübsaamen.

## Soorten
Het geslacht Aditrochus omvat de volgende soorten:
- Aditrochus bouceki De Santis, 1993
- Aditrochus chilensis Ovruski, 1993
- Aditrochus coihuensis Ovruski, 1993
- Aditrochus fagicolus Rübsaamen, 1902
- Aditrochus gnirensis Fidalgo, 1993